# Dugesia didiaphragma
Dugesia didiaphragma és una espècie de triclàdide dugèsid que habita l'aigua dolça de la República Democràtica del Congo, Àfrica. El nom específic fa referència a l'estranya configuració del diafragma.